# Biglietto d'amore
Biglietto d'amore è un romanzo di Laura Mancinelli pubblicato per la prima volta da Einaudi nel 2002

## Trama
È la storia dello straordinario viaggio nella Germania del XIII secolo di un poeta e di un cacciatore alla scoperta di quante più possibili poesie d'amore, che si trasformerà ben presto in un'affascinante iniziazione alla bellezza della natura e dei piaceri terreni.

## Edizioni
- Biglietto d'amore, collana Arcipelago Einaudi n.71, Einaudi, 2002.
- Biglietto d'amore. I colori del cuore. Il ragazzo dagli occhi neri, collana ET Scrittori, Einaudi, 2008, ISBN 978-88-06-19327-0.